# Сульнувко
Сульнувко (пол. Sulnówko) — село в Польщі, у гміні Швеці Свецького повіту Куявсько-Поморського воєводства.
Населення — 519 осіб (2011).
У 1975-1998 роках село належало до Бидгощського воєводства.

## Демографія
Демографічна структура станом на 31 березня 2011 року:
|          | Загалом | Допрацездатний вік | Працездатний вік | Постпрацездатний вік |
| -------- | ------- | ------------------ | ---------------- | -------------------- |
| Чоловіки | 253     | 61                 | 170              | 22                   |
| Жінки    | 266     | 57                 | 159              | 50                   |
| Разом    | 519     | 118                | 329              | 72                   |